# Labyrinthe osseux
Le labyrinthe osseux est la paroi externe osseuse rigide de l'oreille interne dans la partie pétreuse de l'os temporal.

## Structure
Le labyrinthe osseux se compose de trois parties : le vestibule, les canaux semi-circulaires et la cochlée.
Elles forment des cavités tapissées de périoste. Elle contiennent un liquide clair : le périlymphe dans lequel se place le labyrinthe membraneux.

## Aspect clinique
Un système de classification des fractures de l'os temporal se base sur la rupture du labyrinthe osseux. Il permet de prédire les complications d'un traumatisme de l'os temporal telles qu'une lésion du nerf facial, une surdité neurosensorielle et une otorrhée du liquide céphalo-rachidien, .
Dans l'otospongiose, l'une des principales causes de surdité de l'adulte, le labyrinthe osseux est exclusivement touché. Cette zone ne subit normalement aucun remodelage au cours de la vie adulte et est extrêmement dense. Dans l'otospongiose, l'os enchondral normalement dense est remplacé par de l'os haversien qui entraîne une surdité de perception due à la compromission de la capacité conductrice des osselets de l'oreille interne. Cela se traduit par une hypodensité au scanner.

## Anatomie comparée
Le labyrinthe osseux est étudié en paléoanthropologie car il constitue un bon indicateur pour distinguer les Néandertaliens des humains modernes,,, .